# Vila Pouca de Aguiar
Vila Pouca de Aguiar  est une ville et une municipalité (en portugais : concelho ou município) du Portugal, située dans le district de Vila Real et la région Nord. L'actuel maire (en portugais : Presidente da camara municipal") est Alberto Machado.

## Géographie
Vila Pouca de Aguiar est limitrophe :
- au nord, de Chaves,
- à l'est, de Valpaços et Murça,
- au sud, d'Alijó, Sabrosa et Vila Real,
- à l'ouest, de Ribeira de Pena,
- au nord-ouest, de Boticas.

## Démographie
| 1801  | 1849   | 1900   | 1930   | 1960   | 1981   | 1991   | 2001   | 2004   |
| ----- | ------ | ------ | ------ | ------ | ------ | ------ | ------ | ------ |
| 8 171 | 10 408 | 16 047 | 18 108 | 25 394 | 20 121 | 17 081 | 14 998 | 15 100 |

| 2005   | 2008   | 2011   | 2021   | - | - | - | - | - |
| ------ | ------ | ------ | ------ | - | - | - | - | - |
| 15 095 | 14 837 | 13 187 | 11.813 | - | - | - | - | - |

## Subdivisions
La municipalité de Vila Pouca de Aguiar groupe 18 paroisses (freguesia, en portugais) :
- Afonsim
- Alfarela de Jales
- Bornes de Aguiar
- Bragado
- Capeludos
- Gouvães da Serra
- Lixa do Alvão
- Parada de Monteiros
- Pensalvos
- Sabroso de Aguiar
- Santa Marta da Montanha
- Soutelo de Aguiar
- Telões
- Tresminas
- Valoura
- Vila Pouca de Aguiar
- Vreia de Bornes
- Vreia de Jales

## Informations culturelles
La ville se qualifie comme étant la capitale du granit (en portugais "Capital do Granito"). Cela se justifie par la qualité extraordinaire du marbre issu des mines exploitées dans la région mais aussi par la quantité extraite chaque année. 
Chaque année, le premier week-end d'août, la ville célèbre le retour estival de la diaspora en organisant une fête. A cette occasion, la ville est décorée de lampions et guirlandes lumineuses. En outre, des stars nationales de la chanson portugaise viennent se produire gratuitement, offrant à toute la population un moment de convivialité. Par exemple en 2019, c'est David Carreira qui est venu se produire. A l'occasion de cette fête, il est procédé à l'élection de Miss Capital do Granito.   
Chaque année le troisième week-end de septembre, Vila Pouca de Aguiar connaît la Feira das Cebolas (le marché aux oignons) où de nombreux agriculteurs viennent vendre leur production. C'est également l'occasion pour la ville d'organiser des évènements festifs. Véritable institution, la Feira das Cebolas remonte à plus de 700 ans, soit vers 1319.  
La villa tend à développer son offre touristique puisqu'elle a participé à la création d'un parc de camping situé à côté du Barrage do Alvao. 

Depuis 2014, Vila Pouca de Aguiar est traversé par les Chemins de Saint Jacques de Compostelle.
Les marchés (as feiras" se tiennent tous les 5 et 25 du mois. En revanche si le 5 ou le 25 correspond à un jour férié ou à un samedi ou un dimanche, la feira est soit avancé ou reporté au jour ouvré le plus proche. 

## Gastronomie
Vila Pouca de Aguiar est réputé pour ses pommes de terre, ses agneaux, ses châtaignes, son miel et le champignon sylvestre. Ces mets sont utilisés dans la cuisine locale en particulier dans les restaurants locaux . 